# Gemeindeverwaltungsverband Ilshofen-Vellberg

Gemeindeverwaltungsverband Ilshofen-Vellberg im Landkreis Schwäbisch Hall in Baden-Württemberg

Im Gemeindeverwaltungsverband Ilshofen-Vellberg im baden-württembergischen Landkreis Schwäbisch Hall haben sich zwei Städte und eine Gemeinde zur Erledigung ihrer Verwaltungsgeschäfte zusammengeschlossen. Der Sitz des Gemeindeverwaltungsverbands liegt in der Stadt Ilshofen.

## Mitgliedsgemeinden
Mitglieder dieser Körperschaft des öffentlichen Rechts sind:
- Stadt Ilshofen, 6977 Einwohner, 54,87 km²
- Stadt Vellberg, 4729 Einwohner, 31,89 km²
- Gemeinde Wolpertshausen, 2318 Einwohner, 27,42 km²

## Struktur und Aufgaben
Der Gemeindeverwaltungsverband übernimmt für die Gemeinden zahlreiche Aufgaben, entweder in deren Namen für die Mitgliedsgemeinden oder in eigener Zuständigkeit anstelle der Mitgliedsgemeinden.